# Coordenadas generalizadas
Se denominan informalmente coordenadas generalizadas a un conjunto cualquiera de parámetros numéricos que sirven para determinar de manera unívoca la configuración de un mecanismo o sistema mecánico con un número finito de grados de libertad. Más formalmente, las coordenadas generalizadas se definen como un sistema de coordenadas curvilíneas sobre la variedad de configuración de un sistema físico como por ejemplo el espacio de configuración o el espacio de fases de la mecánica clásica.
El número mínimo de coordenadas generalizadas para definir el estado del sistema se conoce como: coordenadas independientes. En este contexto, las coordenadas pueden ser absolutas (referidas a un sólido inmóvil, respecto del cual el mecanismo "se mueve"); o bien pueden ser relativas a otro miembro del mecanismo. 

## Mecánica lagrangiana

### Noción intuitiva
La mecánica newtoniana usa sistemas de referencia con ejes cartesianos en que la posición de una partícula puntual en un instante dado viene dada por un vector del espacio euclídeo. Las ecuaciones de movimiento son ecuaciones diferenciales que relacionan las derivadas de la posición con la posición de las otras partículas. Sin embargo, matemáticamente podemos usar un conjunto de coordenadas curvilíneas cualesquiera tales que el vector posición pueda ser expresado en términos de esas coordenadas y viceversa. Esto implica que en un sistema de P partículas (y 2N grados de libertad) existirán funciones invertibles de la otra tales que:

{\displaystyle {\begin{cases}\mathbf {r} _{i}=\mathbf {r} _{i}(q_{1},...,q_{2N},t)&i\in \{1,...,P\}\\q_{j}=q_{j}(\mathbf {r} _{1},...,\mathbf {r} _{P},t)&j\in \{1,...,2N\}\end{cases}}}

### Noción formal
Formalmente, en mecánica lagrangiana el estado físico de un sistema mecánico, también llamado estado de movimiento, viene representado por un punto del espacio de configuración "ampliado". Este espacio se designa por TQ y matemáticamente es el fibrado tangente del espacio de configuración Q de posibles posiciones. Por construcción el espacio de configuración ampliado tiene una estructura de variedad diferenciable de dimensión 2N, siendo N el número de grados de libertad del sistema. Naturalmente los 2N números anteriores tienen que ver con las coordenadas curvilíneas en términos de los cuales representamos la posición ordinaria de una partícula.
De la discusión anterior se sigue que un conjunto adecuado de coordenadas generalizadas para un sistema lagrangiano no puede venir dado por un conjunto cualquiera de m números reales sino que debe existir un conjunto abierto U del fibrado tangente TQ y una función de clase Ck, con k > 1, tal que:

{\displaystyle \phi _{q}:U\subset TQ\to \mathbb {R} ^{2N}\qquad (p,v)\in U\rightarrow (q_{1},...,q_{N},{\dot {q}}_{1},...,{\dot {q}}_{N})=\phi _{q}(p,v)}

Un sistema como el anterior se llama sistema natural. Sin embargo, algunos sistemas admiten coordenadas generalizadas más complicadas que dependen además del tiempo, como se discutió al principio y esos sistemas requieren ser descritos mediante una variedad de dimensión 2N+1 siendo los detalles similares.

## Mecánica hamiltoniana
La situación en mecánica hamiltoniana es similar a la que se presenta en mecánica lagrangiana ya que el estado de un sistema físico se representa por un punto del llamado espacio fásico (que es una variedad simpléctica construida sobre el espacio de configuración "ampliado" del sistema).
En una variedad simpléctica (M,ω) pueden escogerse diversos sistemas de coordenadas generalizadas, pero tienen especial interés los sistemas de coordenadas canónicas. El teorema de Darboux garantiza que alrededor de cualquier punto existe un entorno y un sistema de coordenadas en el cual la 2-forma simpléctica tiene la forma:

{\displaystyle \omega =\sum _{i}dp_{i}\land dq_{i}}

Un sistema de coordenadas como el anterior es un sistema de coordenadas canónicas, donde la coordenada pi se llama momento conjugado de la coordenada qi. En un sistema de coordenadas canónicas las ecuaciones de Hamilton toman su forma canónica.

## Otros contextos
En ciertos problemas mecánicos sencillos como el problema de las vibraciones u oscilaciones acopladas aparecen sistemas de coordenadas generalizadas no relacionados con ninguna medida directa realizable sobre el sistema físico, pero útiles en la resolución matemática de los problemas.
Un problema de oscilaciones acopladas puede resolverse mediante ciertos cambios de variables que llevan a las coordenadas normales o amplitudes de los modos propios de vibración, que son de hecho una forma particular de coordenadas generalizadas para el problema mecánico original. El problema de oscilaciones acopladas, aparece por ejemplo en las vibraciones térmicas de un cristal, o el movimiento horizontal de un edificio en un terremoto o el movimiento de un sistema de masas unidas por muelles o resortes. Estos problemas conducen a un sistema de ecuaciones del siguiente tipo:

{\displaystyle m_{i}{\ddot {x}}_{i}+\sum _{k=1}^{N}k_{ik}x_{k}=0}

Que puede resolverse fácilmente definiendo unas nuevas coordenadas llamadas coordenadas normales, definidas mediante un cambio lineal:

{\displaystyle {\begin{Bmatrix}q_{1}\\\vdots \\q_{N}\end{Bmatrix}}=+{\begin{bmatrix}a_{11}&\cdots &a_{1N}\\\vdots &\ddots &\vdots \\a_{N1}&\cdots &a_{NN}\end{bmatrix}}^{-1}{\begin{Bmatrix}x_{1}\\\vdots \\x_{N}\end{Bmatrix}}}

Donde la matriz cambio de base se calcula a partir de los modos propios del sistema. Con ese cambio el sistema se convierte en un conjunto de N ecuaciones sencillas del tipo:

{\displaystyle {\begin{matrix}{\ddot {q}}_{1}+\omega _{1}^{2}q_{1}=0\\\vdots \\{\ddot {q}}_{N}+\omega _{N}^{2}q_{N}=0\end{matrix}}}

Cada una de las cuales es de resolución inmediata. Es interesante notar que estos modos no son cantidades directamente medibles, sino sólo un sistema de coordenadas con dimensiones de longitud matemáticamente adecuado, pero que de no están relacionadas de manera directa o natural con ninguna medición realizable sobre el sistema.